# قصر بعبدا

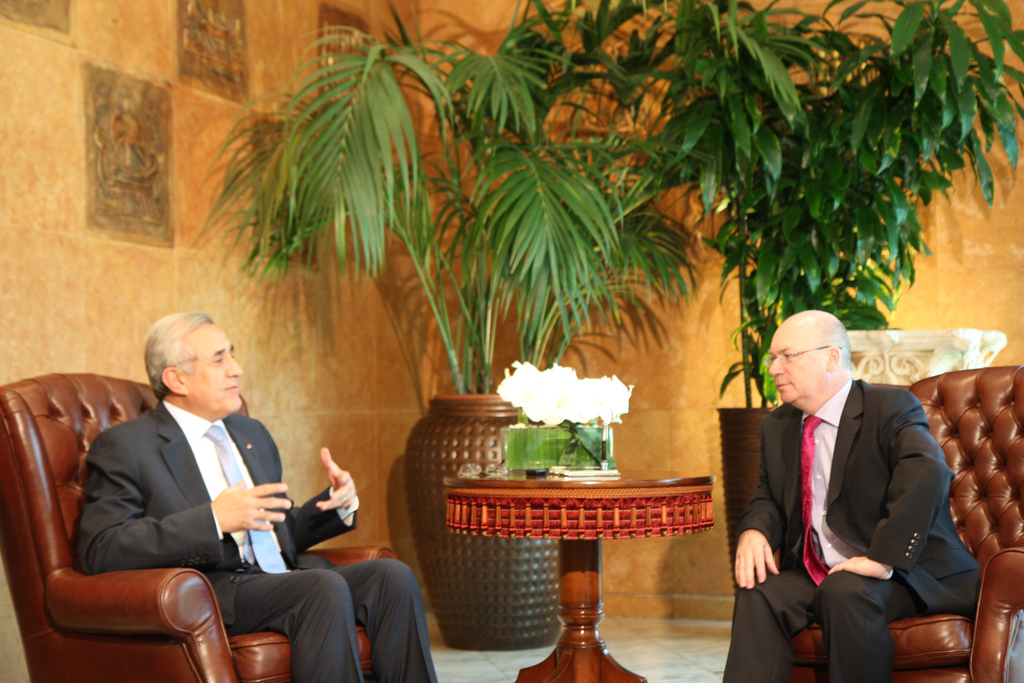
الرئيس اللبناني ميشيل سليمان (2008-2014) في لقاء في قصر بعبدا في 14 يونيو 2010

قصر بعبدا (أو القصر الجمهوري) هو مقر الرئاسة اللبنانية والذي يقع في بلدة بعبدا الجبلية المطلة على بيروت عاصمة لبنان.
بُني عام 1956 وكان أول رئيس يقيم فيه الرئيس شارل حلو.

## تاريخ القصر
على تلّة جميلة خضراء في بلدة بعبدا، مشرفة على بيروت عاصمة لبنان الكبير، يقع القصر الجمهوري مقرّ الرئاسة اللبنانية الرمز الجامع لمكونات الوطن.
بعدما أقام الرئيسان بشارة الخوري وكميل شمعون منذ الاستقلال سنة 1943 في قصر مستأجر من إنسباء الرئيس الخوري في محلة القنطاري في بيروت، اشترت الدولة قطعة أرض صغيرة في بعبدا، ووضع الرئيس شمعون حجر الأساس للقصر الرئاسي الجديد سنة 1956. وقد عهد بالتصميم والتنفيذ إلى شركة سويسرية اعتمدت تصميما هندسيا بسيطا وحديثا في آن معا.
لم يتقدم العمل كثيرا بعد سنة 1958، وخصوصا أن الرئيس فؤاد شهاب اختار تسيير شؤون الدولة من «فيلا» في ذوق مكايل في ساحل كسروان، ومن منزله المتواضع في مدينة جونيه.
عندما تسلّم الرئيس شارل حلو مقاليد الحكم سنة 1964، أقام في قصر مستأجر في سن الفيل شتاء وفي قصر بيت الدين صيفا، واستؤنف العمل لإنجاز القصر الرئاسي الجديد في بعبدا. أشرفت وزارة الأشغال على التنفيذ وساهم مدير الآثار آنذاك الأمير موريس شهاب واللبنانية الأولى نينا حلو، في اقتراح تعديلات على التصميم العام للمشروع تضفي طابعا لبنانيا على البناء، ليتماثل في المندلون الشرقي والقناطر والحجر الأصفر مع قصر بيت الدين التاريخي الذي أصبح منذ العام 1946 المقر الصيفي للرئاسة اللبنانية.
انتقلت دوائر الرئاسة إلى قصر بعبدا في بداية 1969، ودشّن الرئيس حلو العمل الرسمي في كانون الثاني 1969 بمناسبة حفل الاستقبال التقليدي الذي يقدم خلاله رؤساء البعثات الديبلوماسية التهاني للرئيس بمناسبة العام الجديد.
وفي 23 أيلول 1970 جرت مراسم التسليم والتسلّم للمرة الأولى في القصر الجديد بين الرئيس شارل الحلو والرئيس المنتخب سليمان فرنجية.
لم يسلم قصر بعبدا من الحرب التي تعرض لها الوطن في 13 نيسان 1975. فقد اضطر الرئيس فرنجية إلى إخلاء القصر في 16 آذار 1976، بعد قصف مركّز عليه، أصابت قذائفه مكتب الرئيس ومنزله، ودمّرت أجزاء أساسية من قاعات الاستقبال والمكاتب.
تسلم الرئيس إلياس سركيس الحكم في 23 أيلول 1976، مكث أسابيع عدة في منزله حتى اكتمل ترميم ما تهدّم من قصر الجمهورية المستهدفة.
وقد اضطر الرئيس سركيس خلال سنوات عهده، إلى استحداث ملجأ مؤقت تحت القصر تفادياً للقصف المتجدِّد الذي ألحق أضراراً فادحة به، جعلت رئيس الجمهورية محدود الحركة والإمكانيات.
بعد اغتيال الرئيس المنتخب بشير الجميل بتاريخ 14 أيلول 1982، تم انتخاب شقيقه الرئيس أمين الجميل الذي أطلق بعد تسلمه السلطة في 23 أيلول 1982، ورشة ترميم وتحديث وتطوير للقصر في البناء والحدائق والأثاث. لكن الحرب العائدة سنة 1983 في بيروت والجبل، جعلت القصر الجمهوري مرة أخرى هدفاً للقصف، على خلفية ضغوط إقليمية ودولية مختلفة.
وللمرة الأولى بعد تشييده خلا القصر من رئيس للجمهورية في نهاية ولاية الرئيس الجميل في 23 أيلول 1988. فالأزمة السياسية المعقّدة، عرقلت انتخاب رئيس جديد لتنتقل السلطة التنفيذية في الساعة الأخيرة من الولاية، بمرسوم من رئيس الجمهورية، إلى حكومة عسكرية برئاسة قائد الجيش العماد ميشال عون، مهمتها تسيير عجلة الدولة وتأمين ظروف انتخاب رئيس جديد للجمهورية.
اعتباراً من 14 آذار 1989 قصف قصر الرئاسة الذي دمّر بشكل كبير في حربي 1989 و 1990 بين القوات السورية والجيش اللبناني بقيادة العماد عون.
لم يصل الرئيس رينيه معوض المنتخب في 5 تشرين الثاني 1989 بعد أيام من إقرار وثيقة الوفاق الوطني في الطائف إلى قصر بعبدا. فقد اغتيل يوم عيد الاستقلال 22 تشرين الثاني 1989 في بيروت، ليخلفه الرئيس إلياس الهراوي في 25 تشرين الثاني ويقيم أولا في ثكنة عسكرية في أبلح في البقاع، ثم في مقر رئاسي مؤقت في محلة الرملة البيضاء في بيروت. ورغم العملية العسكرية السورية- اللبنانية التي أخرجت العماد عون من القصر الرئاسي في 13 تشرين الأول 1990، استمر الرئيس الهراوي وبسبب دمار القصر، مقيما في المقر المؤقت في بيروت ثلاث سنوات، عمل خلالها على إعادة بناء قصر بعبدا وإضافة بعض الأقسام عليه، وإعادة تأثيثه وإعطاء مدخله الرئيسي مسحة جديدة. وقد انتقل الرئيس الهراوي إلى القصر المرمّم في تموز 1993.

## المقر الرئاسي الصيفي

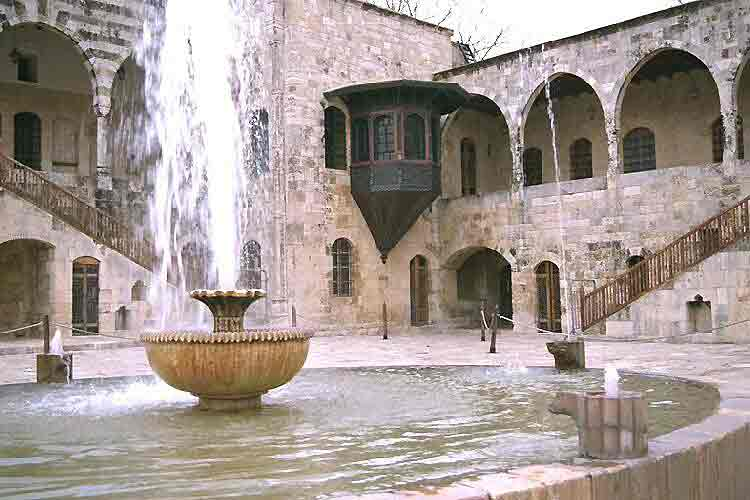
باحة قصر بيت الدين

وأيضا يوجد لرئيس لبنان مقر رئاسي صيفي يقع في منطقة بيت الدين يسمى قصر بيت الدين والذي يقام في باحته مهرجان فني سنوي.